# R6 (Slowakije)
De R6 is een geplande expresweg in Slowakije. De R6 wordt een verbinding tussen de D1 (knooppunt Beluša) met Púchov en de grens met Tsjechië (D49) in Lysá pod Makytou. De totale geplande lengte is 25,9 kilometer.
D1 · D2 · D3 · D4   ·  
R1 · R2 · R3 · R4 · R5 · R6 · R7 · R8